# Gößweinstein
Gößweinstein település Németországban, azon belül Bajorországban. Lakosainak száma 4405 fő (2023. december 31.). Gößweinstein Ebermannstadt és Egloffstein községekkel határos.

## Népesség
A település népessége az elmúlt években az alábbi módon változott:
| Lakosok száma | 3192 | 3950 | 4103 | 4082 | 4043 | 4022 | 4034 | 4038 | 4316 | 4405 |
|               | 1975 | 1987 | 2012 | 2013 | 2014 | 2016 | 2017 | 2019 | 2022 | 2023 |

## Fekvése
Frank-Svájc területén, Tüchersfeld közelében fekvő település.

## Története

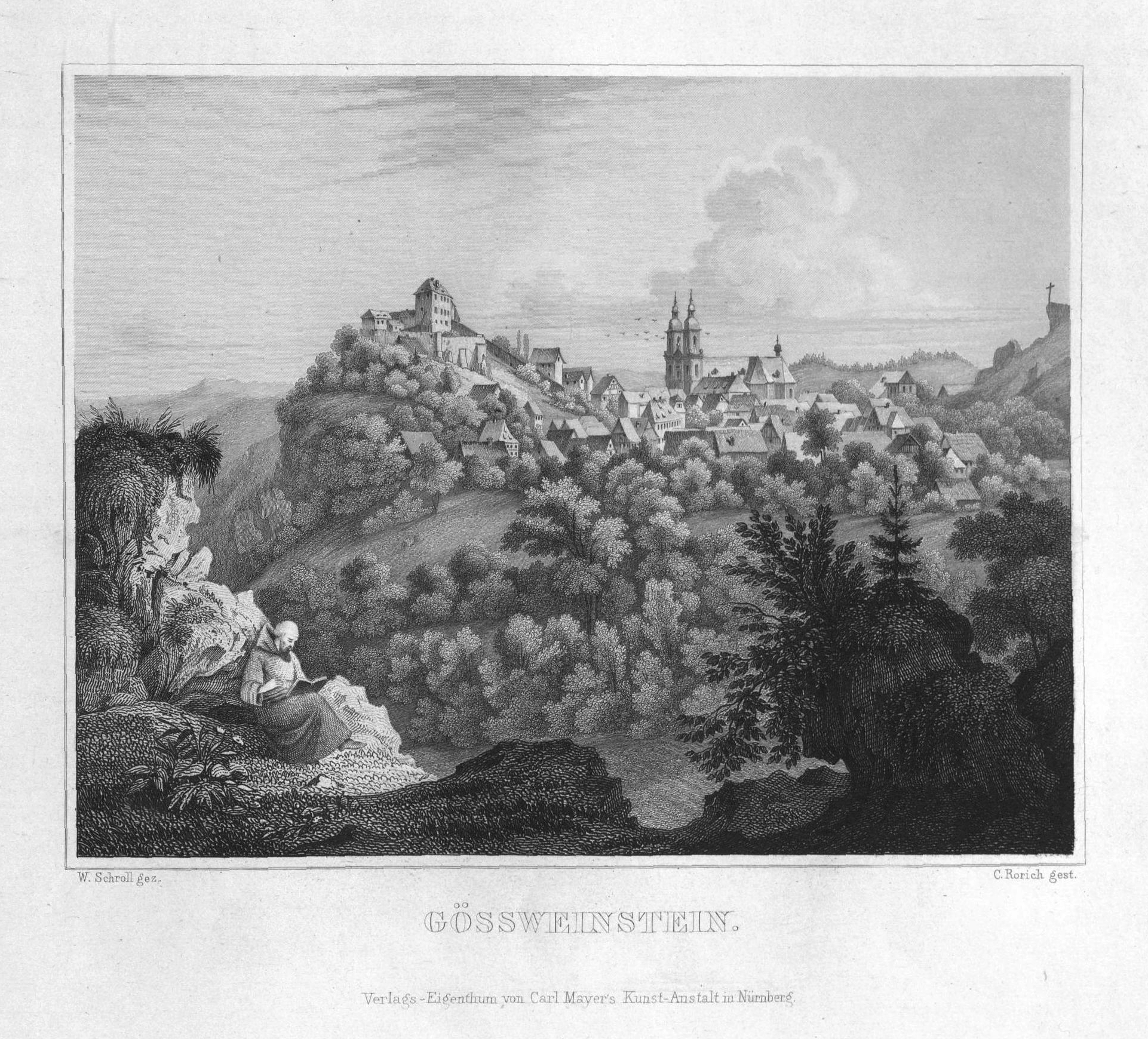

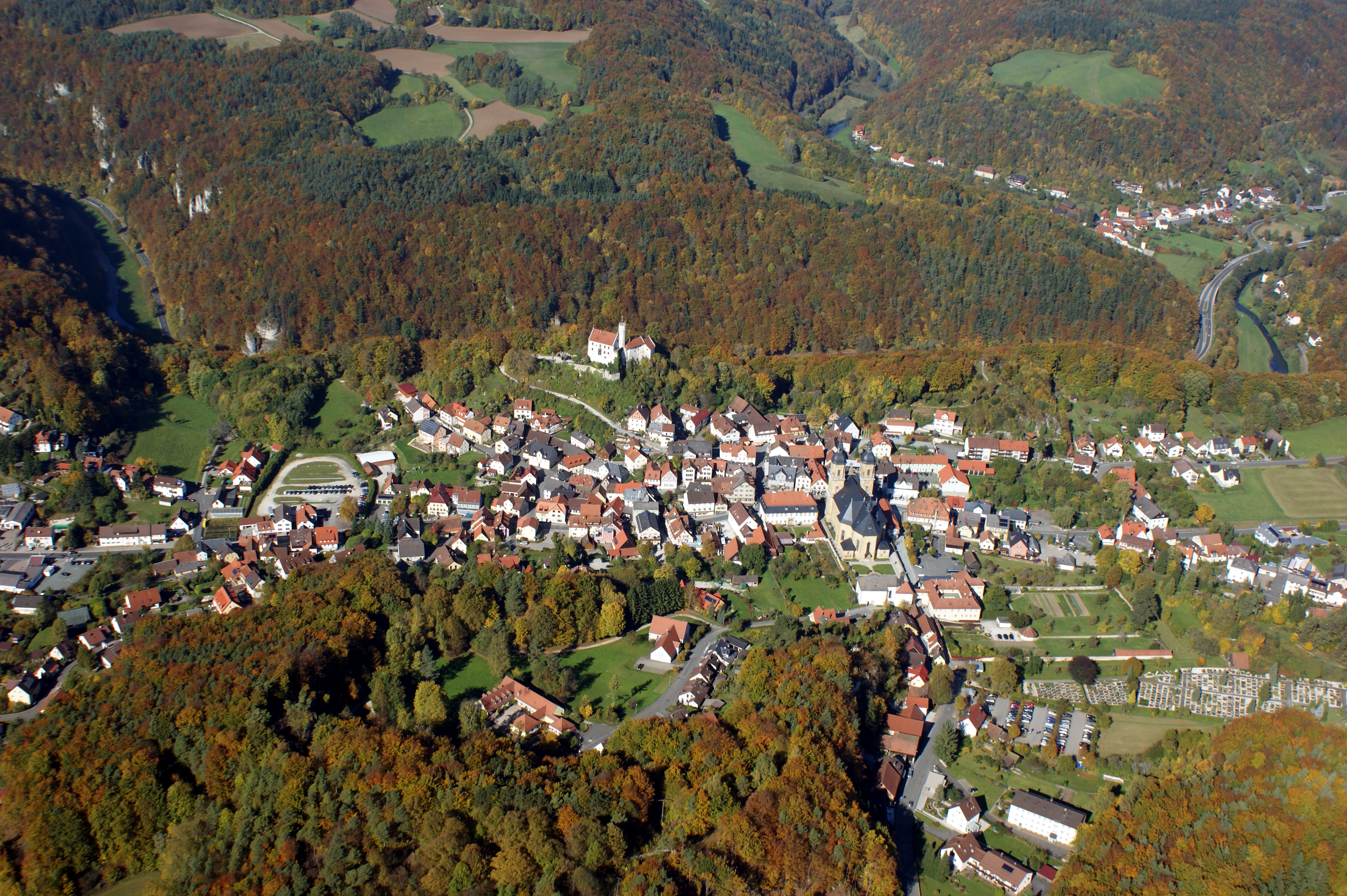

Frankföld egyik legöregebb vára (Burg Grössweinstein) található itt. A vár oromfogazatos gótikus bástyatornya (Basteiturm) a sziklás dombtetőn jó állapotban maradt fenn.
A két homlokzatán csúcsíves oromfogazattal díszített, 14. századi lakóépület (Palas) parányi középtoronnyal ékes várkápolna (Burgkapelle) között. A vár udvaráról (Burgfreiung) csodálatos a kilátás.
Balthazar Neumann, a híres würtzburgi építész vezetésével 1730-1739 között épült fel a város kéttornyú, barokk bazilikája.
A bazilika hófehér hajójában a kék alapon fehér stukkódísz, a díszek közeibe beillesztett, barnás alaptónusú freskók és mellékoltárok eleganciája elbűvölő: mintha színaranyból volna a sugárzó főoltár. Szószéke a lebegő, figurális díszek sokaságával pedig valóságos rokokó játékszer.

## Nevezetességek
- Vár
- Várkápolna
- Bazilika
- Helytörténeti múzeum (Heinmatmuseum)

## Galéria

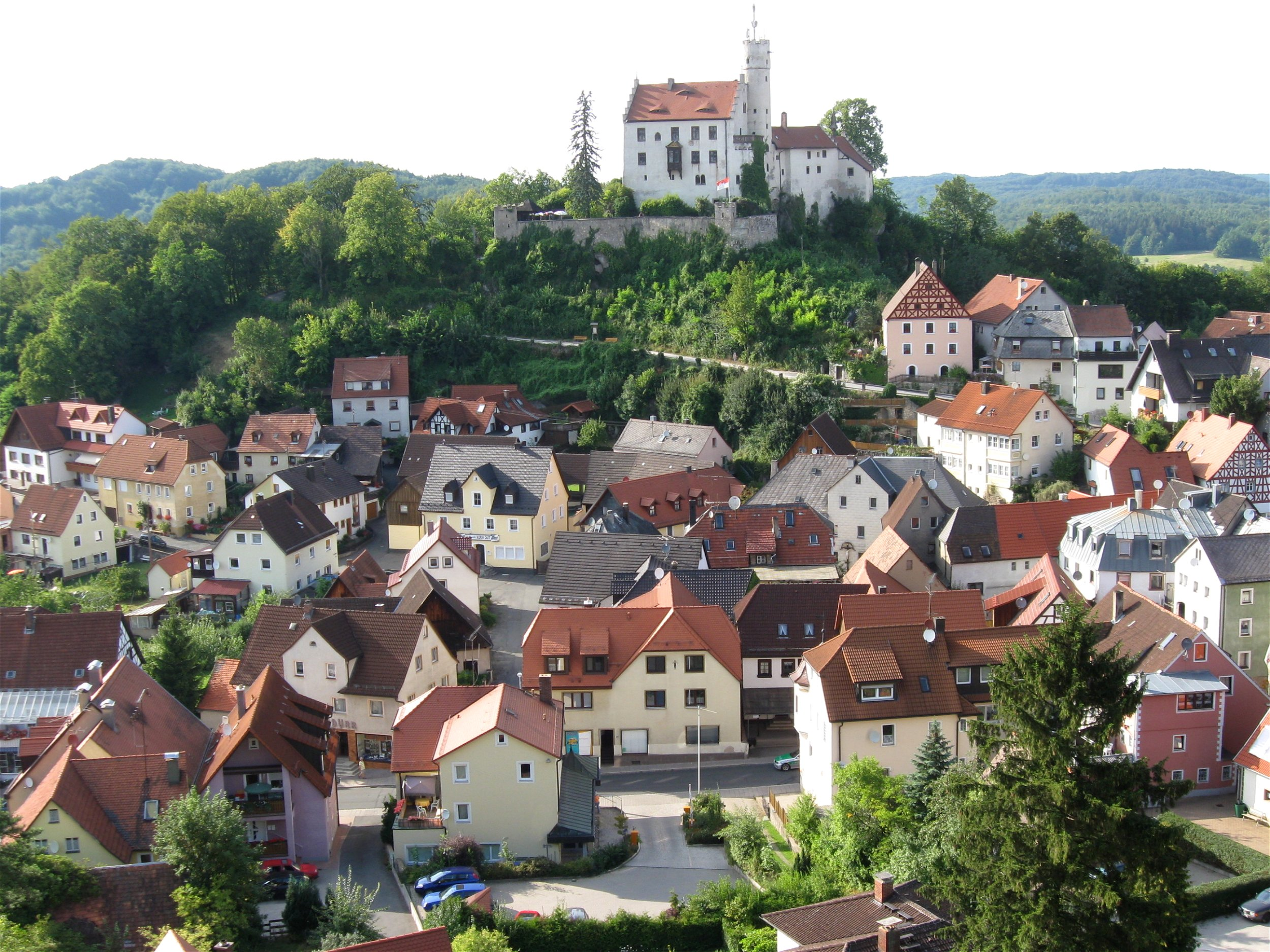
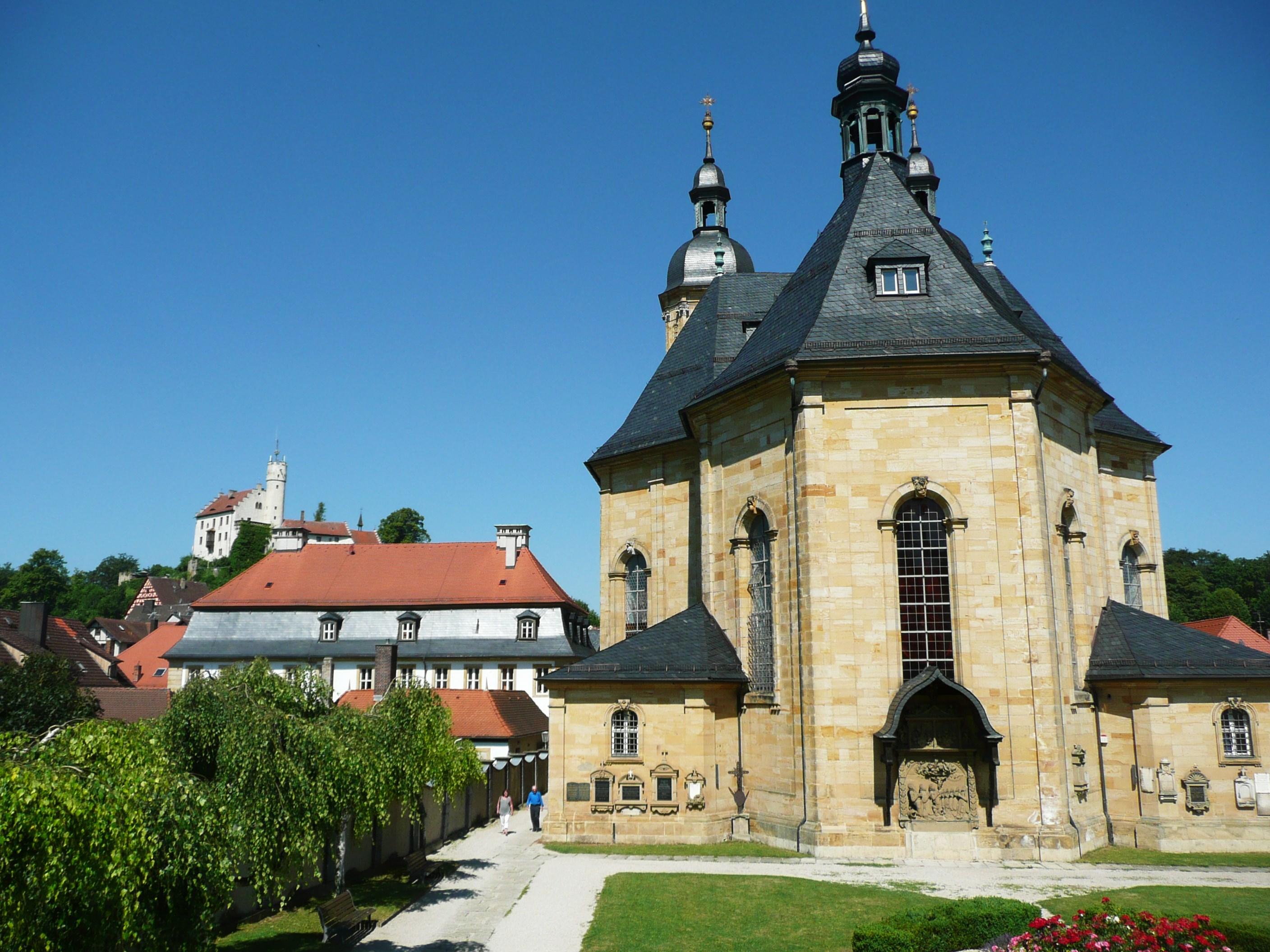
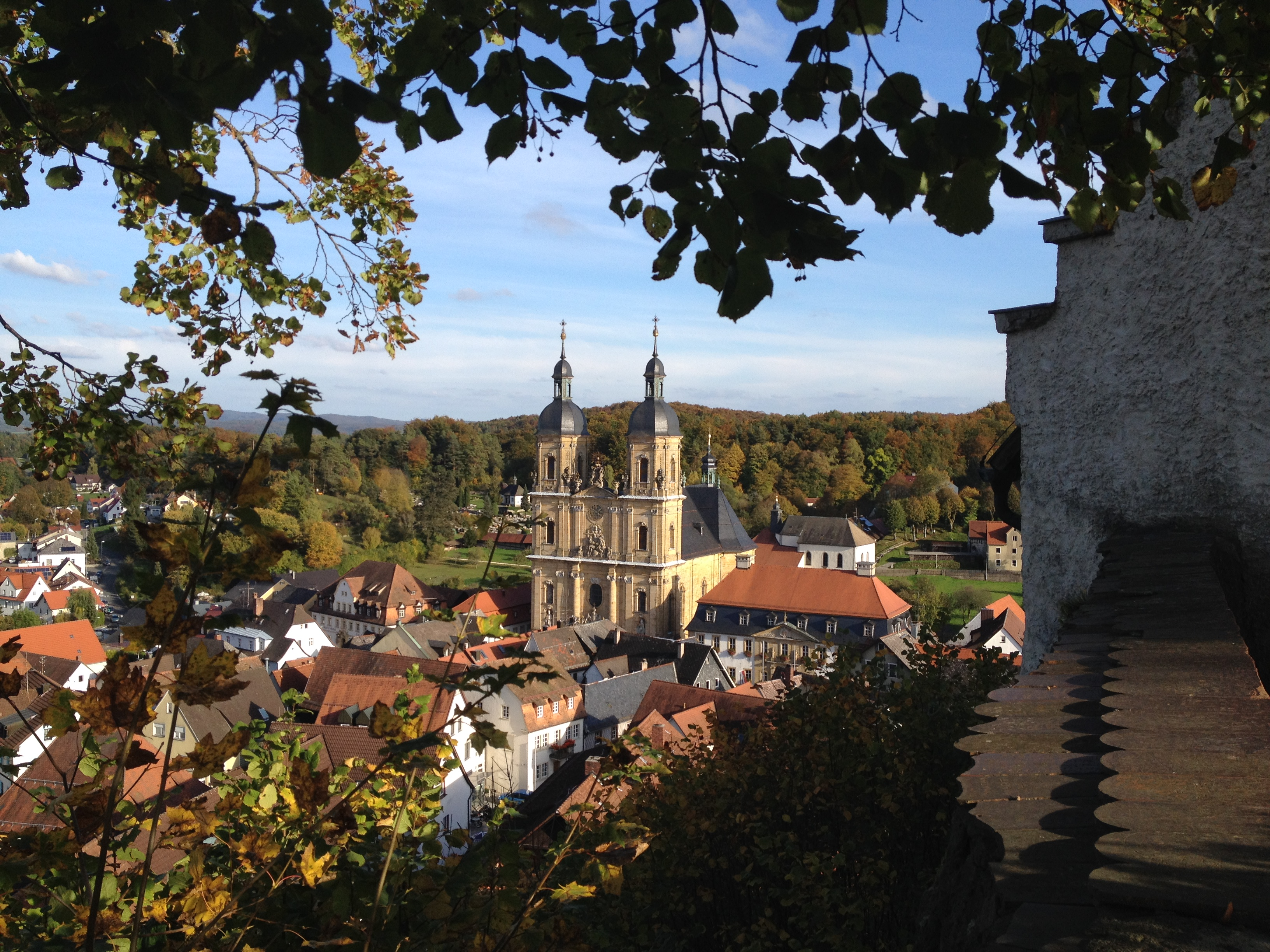
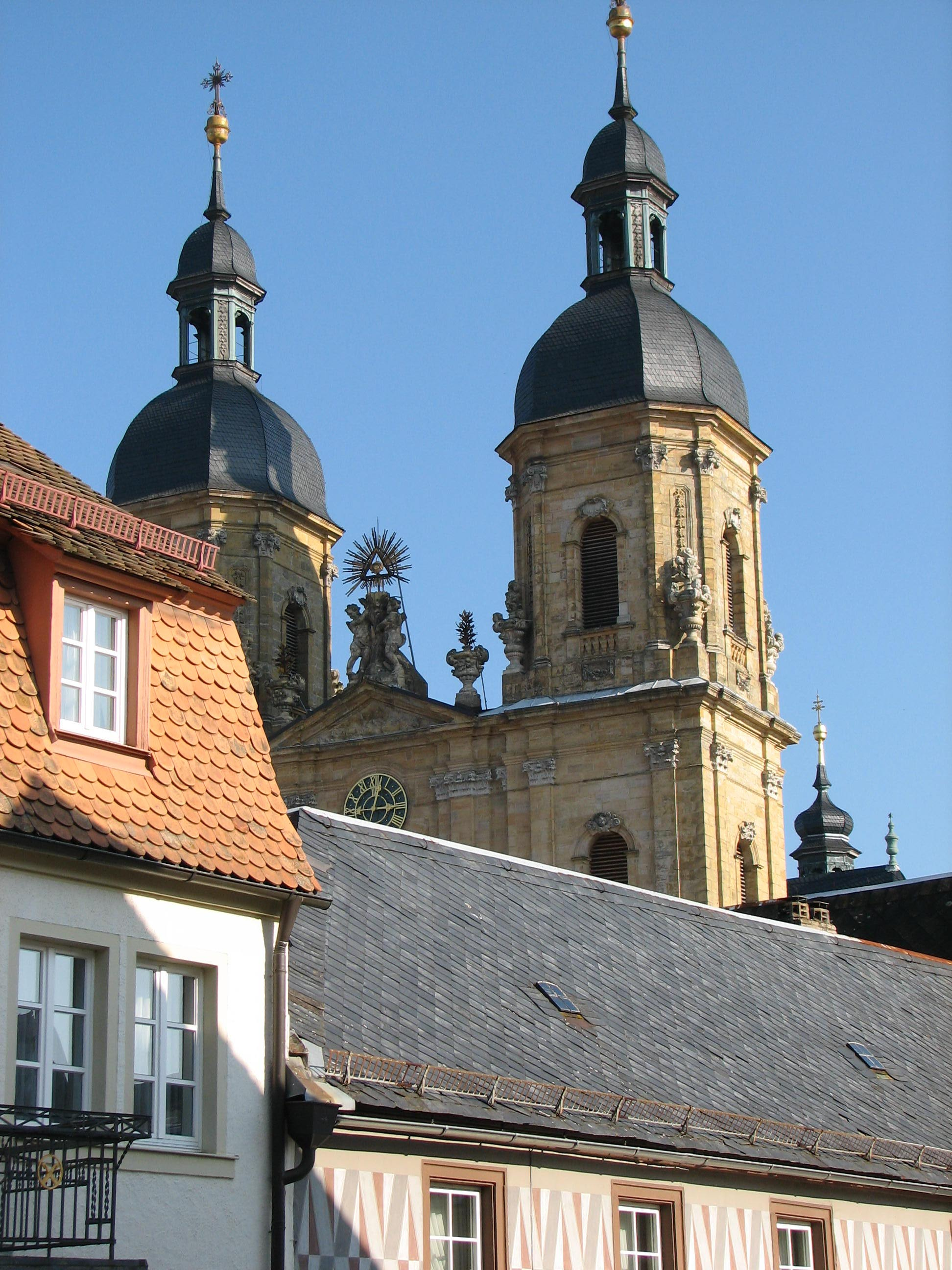
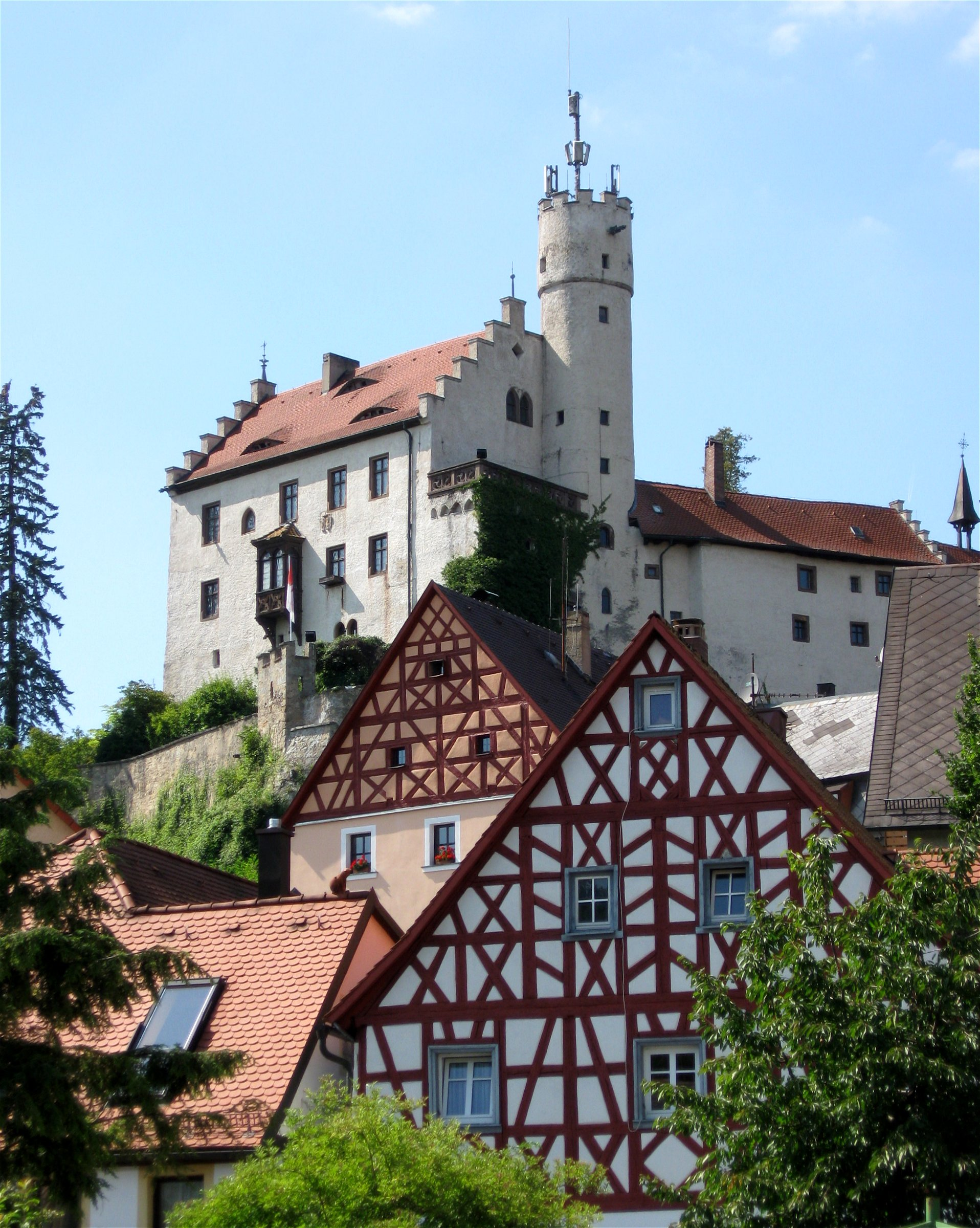
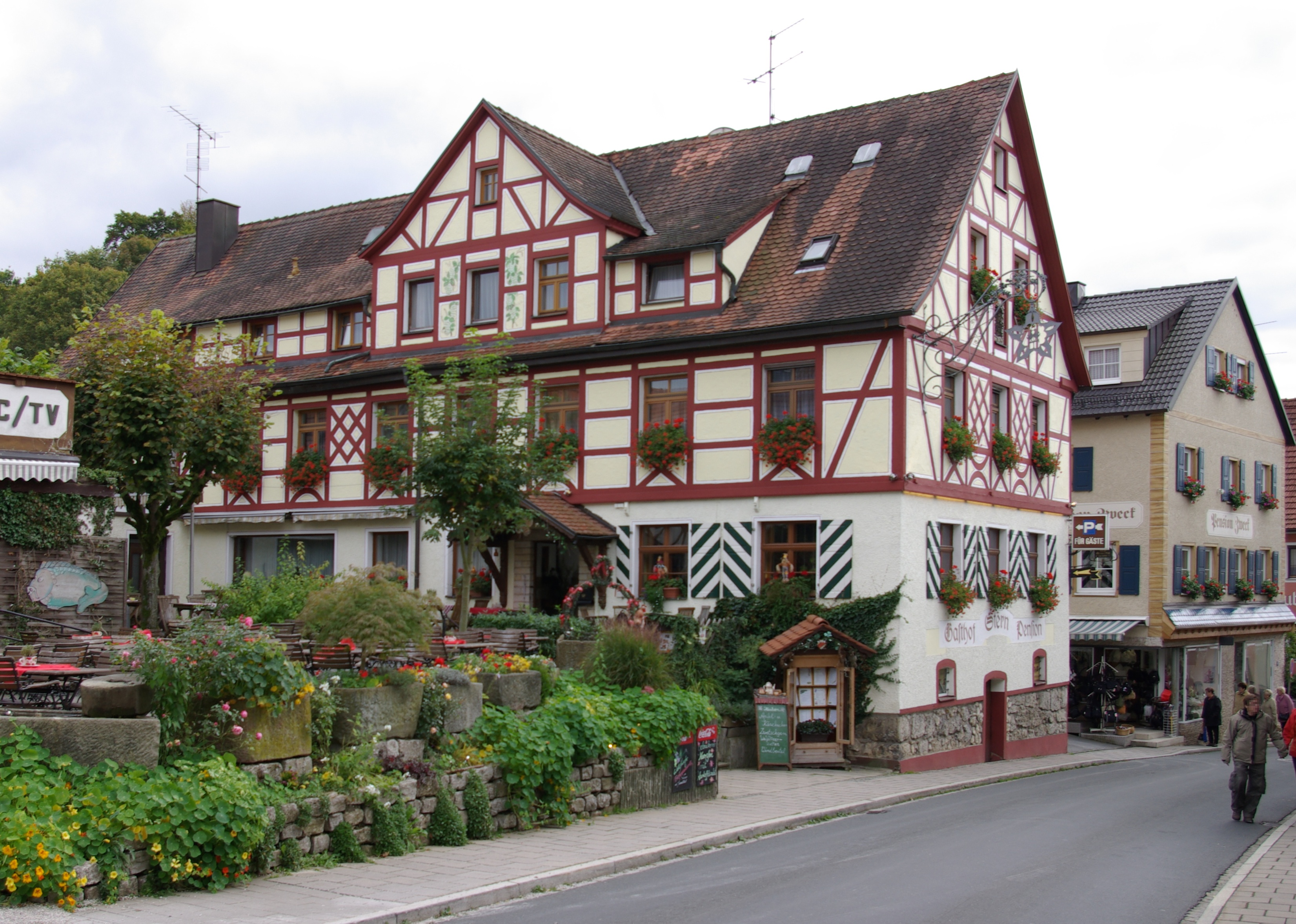
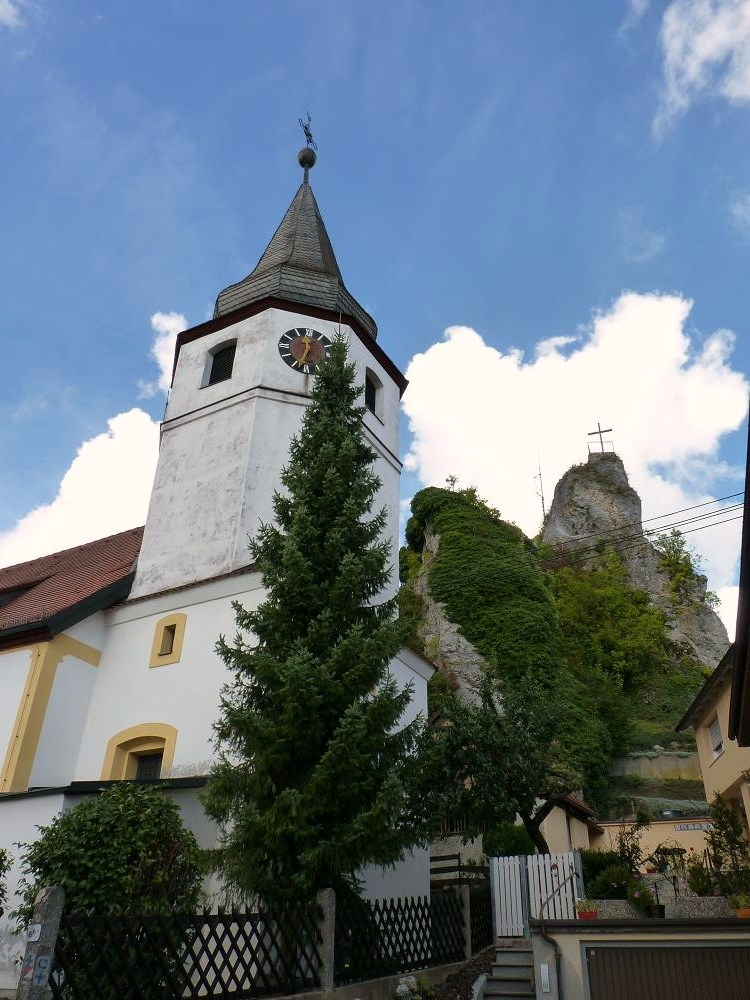
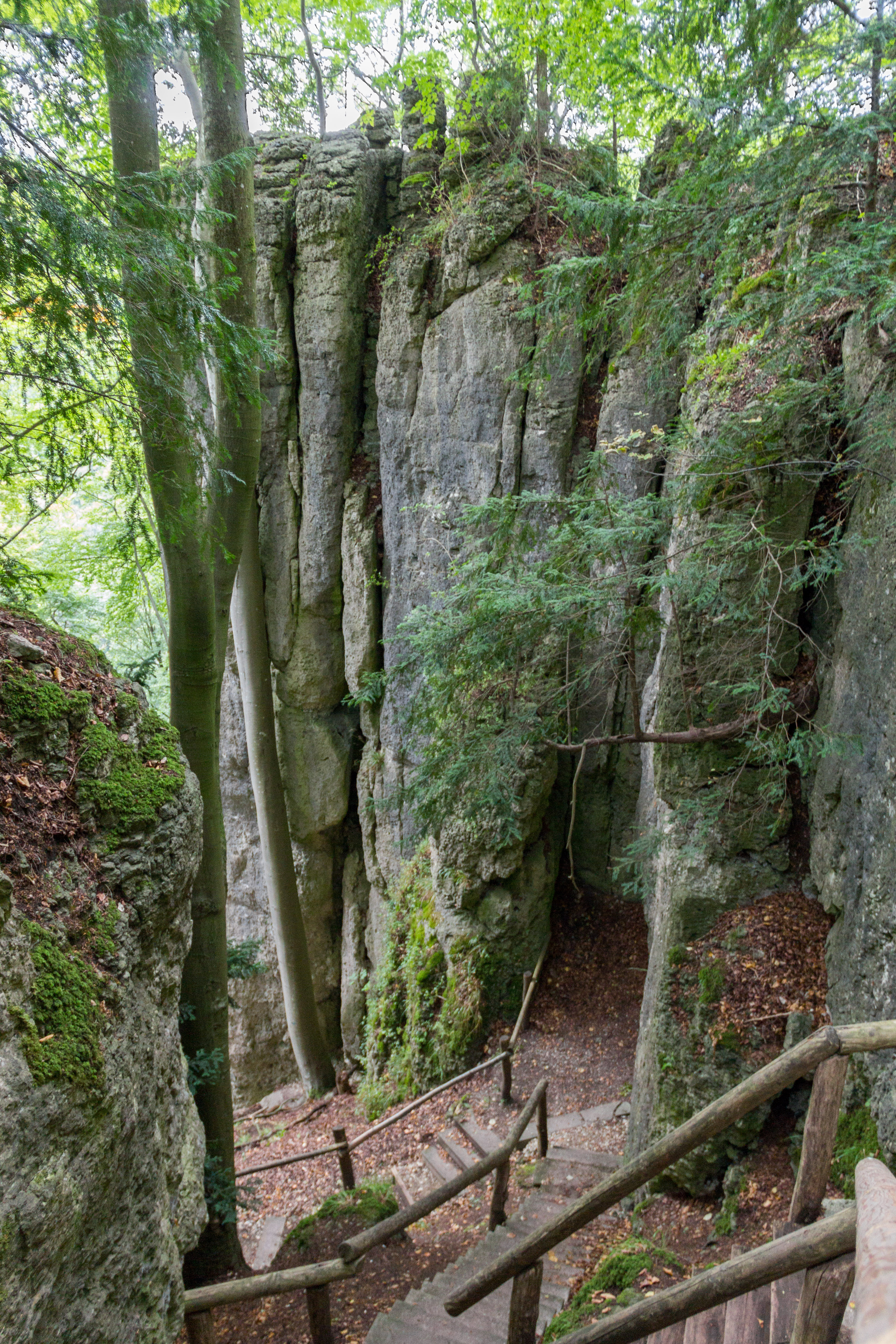